# Seren del Grappa
Seren del Grappa este o comună din provincia Belluno, regiunea Veneto, Italia, cu o populație de 2.326 locuitori (1 ianuarie 2023) și o suprafață de 62,53 km².

## Demografie
Seren del Grappa - evoluția demografică

|  | Graficele sunt indisponibile din cauza unor probleme tehnice. Mai multe informații se găsesc la Phabricator și la wiki-ul MediaWiki. |

Date: Recensăminte sau birourile de statistică - grafică realizată de Wikipedia